# Hélène l'hypocrite
Pour plus de détails, voir Fiche technique et Distribution.
Hélène l'hypocrite (Die fromme Helene) est un film allemand réalisé par Axel von Ambesser, sorti en 1965.
Il s'agit d'une adaptation libre de l'histoire illustrée de Wilhelm Busch.

## Synopsis
Francfort-sur-le-Main au XIXe siècle. Alors que Wilhelm Busch s'intéresse à la vie et à l'activité dans la rue, il rencontre une petite fille effrontée nommée Hélène, qui l'inspirera pour écrire l'une de ses histoires les plus célèbres.
Hélène adore faire des bêtises et faire des farces. Parfois, elle saupoudre de poil à gratter, parfois elle grimpe par la fenêtre la nuit et danse un cancan dans un ballet. Tout cela devient peu à peu trop difficile pour son tuteur, le directeur de la prison Knistig, qui l'envoie à la campagne vivre avec son oncle Nolte. Dès son arrivée, elle rencontre Max et Moritz, qui, comme elle, ne veulent rien d'autre que faire des farces. Ensemble, ils se rendent à une fête de tir où sont présents les notables locaux, dont Wilhelm Busch avec un carnet de croquis.
Les trois enfants inventent toutes sortes de blagues et, lors d'un concours, tirent un ballon rempli de vin juste au-dessus de M. Schmöck, qui est complètement mouillé. Cependant, la punition n'affecte qu'Hélène, tandis que Max et Moritz s'enfuient. L'oncle Nolte doit payer pour les dégâts causés. En guise de punition, il enferme sa nièce au sous-sol, où Hélène doit coller des sacs. Cependant, Max et Moritz ont déjà élaboré un plan et libèrent Hélène tachée de suie de sa captivité par la cheminée, tandis que Nolte poursuit entre-temps la pimpante Mlle Schmöhle.
La vengeance est douce, pensent Max et Moritz. Ils observent le pont que l'oncle Nolte doit traverser pour rentrer chez lui. Hélène, à son tour, prévient son oncle de ce méfait, mais lui fait promettre en retour de ne plus jamais l'enfermer dans la cave. Pour souligner son exigence, elle ajoute un petit chantage : sinon elle raconterait à tante Pauline le tête-à-tête de l'oncle Nolte avec Mlle Schmöhle...
Franz, le beau cousin d'Hélène, venu lui rendre visite, promet de nouvelles émotions à Hélène. Cependant, au début, il montre peu d'intérêt pour Hélène et préfère plaisanter avec le personnel de cuisine, notamment Hannchen. Hélène espère pouvoir se rapprocher de lui lors de la prochaine fête de tir, mais malheureusement elle ne sait pas danser. Wilhelm Busch sait quoi faire : il organise un cours de danse en plein air pour elle et Max et Moritz. Le lendemain, les trois se rendent en ville et accèdent au théâtre. Dans la salle des accessoires, se trouvent les costumes, Hélène enfile la tenue de la "Baronne Hohenhausen" le soir à l'auberge où doit avoir lieu le bal. Hélène "von Hohenhausen" attire rapidement l'attention générale, y compris celle de son cousin Franz, mais c'est à nouveau Wilhelm Busch qui reconnaît immédiatement Hélène. Mais il reste silencieux.
Pendant ce temps, M. Schmöck, le cavalier autoproclamé d'Hélène, se débat avec un os dans la cuisine. C'est l'occasion pour le cousin Franz de tenter sa chance auprès de la "Baronne". Il demande à Hélène de danser, au grand dam de l'oncle Nolte et de M. Dralle. Pendant ce temps, Max et Moritz font à nouveau des bêtises et frottent du savon doux sur les chaussures de Dorchen, la fille de Dralle, sous la table. Lorsque Dorchen, qui a également un œil sur le fringant Franz, veut enfin danser avec lui, elle vole dans le sens de la longueur et atterrit sous la table. Hélène peut à peine se retenir de rire et commence bientôt à se battre avec Dorchen. M. Schmöck se tient de manière protectrice devant Hélène, qui perd son voile dans la bagarre. Bientôt, tout le monde réalise qui se cache derrière le masque de la "baronne Hohenhausen". Tante Pauline s'évanouit, oncle Nolte est horrifié, seuls le cousin Franz et Wilhelm Busch s'amusent.
Le lendemain, M. Schmöck se présente chez l'oncle Nolte et demande la main d'Hélène. Elle ne sait pas quoi faire et demande conseil à Busch. À sa manière très particulière, il décrit en détail ce qui lui arriverait en se mariant avec ce monsieur. Lorsque Busch lui demande au passage s'il ne vaudrait pas mieux épouser son cousin Franz, qui l'attend dans la pièce voisine, elle est très heureuse. Sur le chemin de l'autel du mariage, Max et Moritz dispersent les fleurs. Mais ils ne seraient pas Max et Moritz s'ils n'avaient pas déjà imaginé une farce : ils ont mélangé avec les fleurs de la poudre à éternuer.

## Fiche technique
- Titre français : Hélène l'hypocrite[2]
- Titre original : Die fromme Helene
- Réalisation : Axel von Ambesser assisté de Lucie Berndsen
- Scénario : Axel von Ambesser, Georg Hurdalek
- Musique : Friedrich Meyer (de)
- Direction artistique : Wolf Englert (de), Robert Stratil
- Costumes : Ilse Dubois
- Photographie : Friedl Behn-Grund
- Son : Gerhard Müller
- Montage : Jane Seitz
- Production : Franz Seitz Jr.
- Société de production : Franz Seitz Filmproduktion
- Société de distribution : Constantin Film
- Pays d'origine :  Allemagne de l'Ouest
- Langue : allemand
- Format : Couleur - 1,37:1 - Mono - 35 mm
- Genre : Comédie
- Durée : 97 minutes
- Dates de sortie :
  -  Allemagne de l'Ouest : 21 décembre 1965.

## Distribution
- Simone Rethel : Helene
- Theo Lingen : oncle Nolte
- Doris Kiesow (de) : tante Pauline Nolte
- Friedrich von Thun : cousin Franz
- Hans Jürgen Diedrich (de) : M. Schmöck
- Abraham Glanzmann : Max
- Leonardo Putzgruber : Moritz
- Axel von Ambesser : Wilhelm Busch
- Barbara Gallauner (de) : Mlle Schmöhle
- Karola Ebeling: Hannchen
- Bruno Hübner : le directeur de la prison Traugott Knistig, tuteur d'Hélène
- Walter Sedlmayr : Knoll, un paysan
- Franz Muxeneder: Groh, un paysan
- Gaby Dohm : Dorchen Dralle
- Herbert Hübner : Dralle père
- Rosl Mayr (de) : Dralle mère
- Walter Gross : le professeur de chant
- Angelika Bender (de) : Agnes
- Erik von Loewis : le bourgmestre Hartlaub
- Astrid Defregger : la femme du bourgmestre
- Rudolf Schündler : le roi du tir
- Hans Terofal : un domestique

## Production
Cette production de Franz Seitz est tournée du 16 août au 9 octobre 1965 au Schleswig-Holstein (plans extérieurs) et dans les studios de cinéma du Geiselgasteig.
Au total, 170 lettres accompagnées de photos furent envoyées à Constantin-Film en 1965 après le lancement d'un appel à casting. Au total, cinq filles sont présélectionnées jusqu'à ce qu'Ambesser choisisse finalement Simone Rethel, étudiante munichoise de 16 ans, qui reçoit son premier rôle au cinéma.
En guise de première partie, le court métrage documentaire allemand de 374 m Pazifische Impressionen de Gunter Sachs est projeté dans les cinémas allemands.